# Festa Major de la Bisbal d'Empordà
La Festa Major de la Bisbal d’Empordà és una festa tradicional i popular que se celebra a la ciutat de la Bisbal d’Empordà, capital de la comarca del Baix Empordà, durant la festivitat de l'Assumpció de Maria, patrona de la Bisbal.

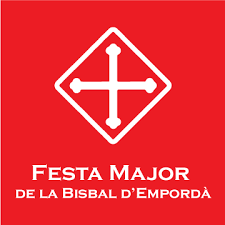
Imatge corporativa de la Festa Major de la Bisbal d'Empordà

És una de les festes més conegudes del Baix Empordà i de les Comarques Gironines. La celebració té lloc els dies 14, 15, 16, 17 i 18 d'agost.
Els actes de cultura populars més destacats són: Trencament del Càntir, Cercavila d'Inauguració, Seguici Històric, Ball de l'Àliga, Correfoc, Ball de Gegants i Capgrossos.
El compositor de sardanes i músic bisbalenc, Josep Maria Soler i Montaner, va dedicar la sardana Festa Anyal a la Festa Major de la Bisbal.

## Història
Des del segle XV, a la Bisbal s'ha celebrat la Festa Major en honor a la patrona del municipi, Maria. Els balls populars se celebraven a la plaça Coberta, una part del que avui és la plaça Major. Un altre dels rituals de Festa Major era la processó solemne del primer dia de celebració, una tradició que va durar fins al segle XVIII. La processó era un acte de devoció per la patrona del poble.
Durant el segle XVIII, la Festa Major de la Bisbal començava al matí amb una missa a l'església parroquial i a la tarda se celebrava un cant solemne, i tot seguit hi havia una processó pels carrers de la ciutat. Una vegada finalitzats els actes solemnes, començava el ball de corrandes i farandoles a la plaça Major, presidit per l'alcalde i acompanyat de guàrdies. A la nit es tornaven a celebrar balls populars a la plaça.
A finals del segle XIX, la festa es donava per començada la nit del 14 a les quatre de la matinada amb una repic de campanes. Al matí es feia l'ofici solemne a l'església parroquial de Santa Maria. A partir de les dues del migdia s'oferien concerts als casinos per les famílies de la noblesa i la burgesia. A la tarda es feien sardanes a la plaça Major i a les nou del vespre tenia lloc un castell de focs artificials.
A principis del segle XX, la Festa Major continuava tenint com a protagonistes els balls de tarda i nit a les seus dels diferents locals socials de la ciutat. Algunes entitats muntaven els seus luxosos envelats al carrer d'Agustí Font, que en aquells moments era un paratge sense cases. El matí de la vigília de Santa Maria -el dia 14- s'inaugurava la Festa Major amb una ballada de sardanes al passeig Marimon Asprer.
A partir dels anys 40 es va començar a celebrar la tradicional cercavila d'inauguració, que encara perdura a dia d'avui, en què sortien a ballar i passejar els gegants i capgrossos per anunciar la celebració. El dia 15 d'agost es feia l'ofici solemne a l'església. Durant la tarda de la resta de dies es feien sardanes a la plaça Major, on s'aplegava un nombrós grup de gent. Un altre costum eren els concerts de tarda als cafès. Després del dinar familiar s'acompanyava els convidats, amics i parents a gaudir d'un bon ambient musical.

## La festa

### Dia 14
El 14 d’agost és el primer dia de la Festa Major, considerat el dia de la Vigília, abans del dia gran. Durant aquest dia hi ha el Pregó, el Trencament del Càntir i la Cercavila inaugural. Amb la cercavila d'inauguració es celebra l'inici de la Festa Major. Abans no s'ha trencat el càntir, simbolitza que la festa està tancada dins el càntir de ceràmica, el producte típic de la localitat. Una vegada es trenca el càntir, la Bisbal esclata de festa i comença la cercavila d'inauguració.

### Dia 15
El dia 15 és el dia gran de la Festa Major dia de l'Assumpció de la seva patrona, Maria. Durant aquest dia se celebra el Seguici Popular, la desfilada de les figures històriques bisbalenques (gegants Perses, el Drac i l'Àliga) al so de la cobla; l'ofici solemne i el Ball de l'Àliga, dedicat a la patrona del municipi.
També és molt popular la Promenade Du Dragon, una cercavila nocturna on el Drac surt de copes pels bars de la població la nit abans del correfoc i el jovent del poble l'acompanya amb cerveses, xaranga i un camió amb música, i la Tronada, un espectacle de potents i espectaculars petards que donen el tret de sortida a la Promenade.

### Dia 16
El 16 d’agost és festa local a la Bisbal i és el dia que se celebra el Correfoc, un dels més espectaculars de Catalunya. El correfoc de La Bisbal d'Empordà és, per la seva concepció, estructura, i també per la intensitat i quantitat de foc que s'hi utilitza, un dels actes més esperats de tota la festa i un dels correfocs de més anomenada d'entre els que es fan a Catalunya.

### Dia 17
El dia 17 se celebra el Ball de Gegants i Capgrossos on dansen els sis gegants de la vila, els Fesolers, els Perses, la Rigoberta i la Rufina; els capgrossos i els cavallets.

### Dia 18
El 18 d'agost, últim dia de festa, se celebra el Correfoc Xiqui, el correfoc pels petits que no es mou de la plaça del Castell, i la Cantada d'Havaneres, entre altres actes.
En total, durant els cinc dies de festa se celebren al voltant d'una vuitantena d'actes, sent la majoria, organitzats per les associacions de cultura popular de la població. Durant els dies de festa és quan més freqüentment es pot veure el bestiari popular de la població. Totes les figures populars bisbalenques juntes donen el tret a sortida a la Festa el dia 14 a la tarda amb el Pregó, el Trencament del Càntir i la Cercavila d'inauguració pels carrers cèntrics del municipi.
| Dia | Actes més destacats                                                                           |
| --- | --------------------------------------------------------------------------------------------- |
| 14  | Pregó. Trencament del Càntir. Cercavila d'inauguració                                         |
| 15  | Ofici solemne de Festa Major. Ball de l'Àliga. Seguici Històric. Tronada. Promenade Du Dragon |
| 16  | Correfoc                                                                                      |
| 17  | Ball de Gegants i Capgrossos                                                                  |
| 18  | Correfoc Xiqui. Cantada d'havaneres                                                           |

### Trencament del Càntir
El Trencament del Càntir és l'acte solemne que dona el tret de sortida a la festa i té lloc a la Plaça de l'Ajuntament la tarda del 14 d'agost. Simbolitza que dins el càntir hi ha la festa i quan es trenca surt de dins.
El càntir cada any l'elabora un mestre ceramista diferent i el trenca una personalitat destacada de la població, també diferent cada any. La figura del càntir és de color vermell i dur la bandera del municipi pintada.
La tradició compte amb una cançó popular creada especialment pel trencament: 
Dins del càntir hi ha una festa,
i per això l’hem de trencar,
perquè en surti molta gresca,
i en poguem tots disfrutar.
Dins del càntir hi ha trempera,
molt de beure i bon menjar,
La Bisbal està de festa,
convidem tot l’Empordà.
Correfocs i cercaviles, 
molts concerts i tradicions,
hi ha gegants i hi ha ballades, 
i també tenim tenim bastons.
De sardanes a la plaça,
també en podràs anar a ballar,
ens trobem tots a barraques,
i empalmem fins l’endemà.
La Bisbal està de festa,
convidem tot l’Empordà

### Correfoc
El correfoc de La Bisbal d'Empordà és, per la seva concepció, estructura, i també per la intensitat i quantitat de foc que s'hi utilitza, un dels actes més esperats de tota la festa i un dels correfocs de més anomenada d'entre els que es fan a Catalunya.
Se celebra el dia 16 d'agost pels carrers del nucli antic i la seva història es remunta a finals dels anys 70, quan després d’uns anys de poques manifestacions festives al carrer per raons polítiques i de repressió de cultura catalana, va sorgir un sentiment entre la gent per manifestar-se culturalment. Es tracta d'un dels correfocs més importants de la província de Girona i un dels més espectaculars de Catalunya.
Abans de l'inici del correfoc, a les 22:00, sonen 3 petards, quan sona el tercer, s'apaguen els llums del poble per donar inici a l'espectacle. L'inici i final de l'acte és a la Plaça del Castell. Al correfoc hi participen els tres Dracs de la Bisbal, a més de la geganta Rigoberta.
El moment més espectacular del correfoc és el Túnel de la Mort, on un petit carrer es converteix en el punt àlgid de l'espectacle. El correfoc finalitza amb un gran castell de focs en el qual tots els bisbalencs i bisbalenques, s'estiren i s'asseuen al terra de la plaça del Castell per contemplar-lo.

## Espais
- Plaça del Castell
- Plaça de l'Ajuntament
- Plaça Major
- El Passeig (Fires i barraques)
- La Rigotaverna
- Espai Voltors

## Seguici Històric i Popular de la Bisbal

### Història[8]
Els gegants, el Drac i l'Àliga sempre han acompanyat la població en els dies de festa. A la Bisbal aquestes figures tenen una llarga història i dansaven per la festivitat de Corpus Christi.

#### Àliga
L'Àliga, feta originalment d'estructura de fusta és una de les més antigues de Catalunya. Està referenciada des del segle XVIII. Aquesta figura representava les virtuts del municipi, sobretot la justícia. El millor honor que podia tenir un hoste era dedicar-li una dansa de l'àliga. Antigament, es feia dansar aquesta figura durant les festes, però principalment per Corpus.

#### Drac
El Drac també desfilava per Corpus. Va ser construït per la comunitat de preveres de la parròquia entre finals del segle XVII i principis del segle XVIII. El Drac simbolitzava les forces del mal davant la bondat de Déu. Durant la processó de Corpus, la bèstia s'esperava quieta en un racó que la processó avancés i davant l'arribada del santíssim fugia atemorit tirant petards.

#### Gegants
Els Gegants també ballaven per Corpus. La parella sempre acompanyada de capgrossos precedien la creu processional que obria la comitiva. Els Gegants simbolitzaven les ciutats i només en tenien les poblacions d'una certa categoria. Els primers gegants de la Bisbal, els Fesolers, són de l'any 1620. Els gegants es van reformar en diverses ocasions i l'any 1925 es van convertir en Reis Catòlics per decisió de l'Ajuntament de la dictadura de Primo de Rivera.

### Drac i Àliga de la Bisbal - Bé Cultural d'Interès Nacional
L'Àliga de la Bisbal és la més antiga que es conserva a Catalunya, amb més de 400 anys d'història, i el Drac de La Bisbal d'Empordà és el segon més antic de Catalunya, només per darrere del Drac de Vilafranca del Penedès. Tant l'Àliga com el Drac són figures considerades Bé cultural d'interès nacional.
Cada 15 d'agost, per la Festa Major, l'Àliga balla als peus de l'altar de l'Església de Santa Maria per dedicar el seu ball a Maria, patrona de la Bisbal. Balla davant el mossèn, els membres de l'església, l'alcalde i els regidors de la ciutat. Les dues figures participen el Seguici Històric després de la Missa de Festa Major.
Les bèsties que actualment dansen pels carrers per festes i cercaviles són una rèplica de les figures originals que es guarden a dues capelles de la Parròquia de Santa Maria, on es poden visitar.

### Gegants
- Gegants Perses: Aquesta parella de gegants va ser la segona parella que va gaudir el poble de la Bisbal. Construïts l’any 1955 a l’Escola de Belles Arts i Oficis de la Bisbal pels mateixos alumnes de l’escola dirigits pel mestre Joan Turbau. Són propietat de l’ajuntament. S'han mantingut originalment fins a dia d’avui. L’estiu del 2013 es va fer una primera remodelació a causa del desgast de la roba al cap de 60 anys on es van canviar les capes i els barrets.[10]
- Gegants Fesolers: Rèplica de la parella històrica de l'any 1902.[11] El gegant vesteix de rei moro, porta una porra i un gros bigoti de filferro. La geganta simbolitza una dama de finals de segle passat i porta una mantellina i arracades pendulars. Corre la llegenda de que en temps de molta fam l’Ajuntament de la Bisbal va canviar un sac de fesols per una parella de gegants al poble de Vulpellac. Aquesta parella els van batejar “els Fesolers”. Aquesta és una llegenda que agrada explicar als de la colla però se’n dubta la veracitat. Bàsicament perquè es dubta que un poble tant petit com Vulpellac tingués gegants. El que seria més probable és que algú del poble els construís i els entregués a la Bisbal a canvi dels fesols de la llegenda. L’any 1905 el mestre Joan Coromina, de l’Escola de Belles Arts i Oficis de la Bisbal, se li va encomanar la feina de reformar-los per alleugerir-los ja que ningú els volia porta a causa del seu elevat pes. Només es sap que a la gegantessa, anomenada Coromina, la va abillar com una dama medieval amb un cucurull al cap. Pels volts del 1925 un altre professor, Francesc Sala, els va a tornar a reformar per ordre de l’Ajuntament a causa de la dictadura de Primo de Rivera que volia espanyolitzar fins a la més petita engruna de cultura catalana. El senyor Sala els va reconvertir en els Reis Catòlics, tal com l’Ajuntament volia, símbol de la unitat d’Espanya, que no es va realitzar fins al 1714 per tant els vestits representaven èpoques més antigues. Es rumoreja que pels anys 60 aquests gegants van ser venuts a un antiquari que a la vegada els va revendre a Salvador Dalí que diuen que els va cremar. Però només és un rumor.[12] La llegenda parla dels Gegants Fesolers originals.
- Geganta Rigoberta: Va ser construïda a partir d’un capgròs pel grup de teatre Mitja Nota l’any 1982. Representa una dona que li agrada gaudir de la vida. El seu segon nom és “Festa Major”. Li encanta ruixar la gent amb l’aigua que treu pel pit fent riure a tothom. És la geganta més popular de la població. D'ençà de la seva estrena ha canviat de vestimenta en diverses ocasions, ja que, participa en tota mena d'actes, com el Correfoc.
- Geganta Rufina: Representa la patrona dels ceramistes, l'ofici tradicional de la ciutat. La seva peculiaritat és fer llengots a la gent de manera descarada.

### Capgrossos i cavallets
La Bisbal compta amb cinc capgrossos i cinc cavallets que dansen pels carrers del municipi per la Festa Major.

### Dracs
- Drac de la Bisbal: És la rèplica del drac original, el segon més antic de Catalunya. Es va construir l’any 1995 amb l’objectiu de poder-lo treure a fer cercaviles i correfocs, ja que l’original va ser declarat peça de museu. Té 7 punts de foc.
- Drac de Dracs: Creat l’any 1983 pel grup de teatre Mitja Nota per tal de participar en balls de diables, correfocs i espectacles similars. Té 9 punts de foc.
- Dragolí: És el Drac de la Bisbal a escala reduïda. És la bèstia de foc infantil. Té 4 punts de foc.

### Àliga
Au rapinyaire, domina el cel, caça i, aquest simbolisme de poder, vol representar el poder municipal. Com a element festiu de poder, ha estat tradicionalment l’encarregada d’honorar els visitants i les autoritats. L'Àliga original de la Bisbal és la més antiga que es conserva a Catalunya. Cada 15 d'agost balla davant la patrona de la ciutat.

### Voltors
- Voltor: Bèstia popular de l'Associació Voltors. L’any 2008 l’escultor Ramon Aumedes va transformar el dibuix del voltor en escultura. Les seves dimensions el fan espectacular. Té una amplada de 452 cm i una alçada de 190 cm.[13]
- Voltora: Figura femenina del Voltor. Inaugurada l'any 2010.
- Voltorets/etes: Figures infantils. 2 voltorets i 2 voltoretes. Inaugurats l'any 2010.

### Bestiesa
Figura del Grup de Dones de la Bisbal. Dissenyada i construïda per Núria Efe. Té cara d'òliba, ales de víbria (femella del drac) i cues de sirena.